# Плазмове прискорення
Плазмове прискорення, також Кільватерне прискорення — техніка прискорення заряджених частинок (електронів, позитронів, йонів) за допомогою електричного поля, створеного коливанням електронів у плазмі, або інакших плазмових структур зі значним градієнтом.
Плазма є перспективною для використання як джерело надсильних електричних полів для прискорення заряджених частинок. У класичних прискорювачах заряджені частинки розганяються електричним полем, яке рухається синхронно з частинками. Але величина напруженості електричного поля обмежується напруженістю (~100 МеВ/м), при якій електрони починають вириватися з металу камери, у якій відбувається прискорення, тобто відбувається пробій. У плазмі за рахунок просторового розділення заряду можливо створити електричне поле напруженістю до 100 ГеВ/м. Ідея полягає в тому, що за допомогою лазерного або електронного імпульсу із в цілому нейтральної плазми вибиваються електрони, що призводить до розділення заряду й генерації плазмової хвилі, яка прискорює електрони. Перевагою такого прискорювального пристрою є його невеликі розміри порівняно з розмірами секцій лінійного прискорювача. Окрім того, зникає необхідність в надпровідних магнітних системах, суттєво спрощується система підтримки установки тощо. За допомогою сучасних плазмових прискорювачів вдалося досягти прискорення електронів до енергії 42 ГеВ. При проходженні через плазму пучка електронів, отриманого на лінійному прискорювачі, частина електронів втрачає енергію, але енергія іншої частини електронів суттєво зростає. Тому планується, що плазмові секції будуть використовуватися в комбінації з класичними прискорювачами. Можна очікувати, що в майбутньому компактні плазмові прискорювачі знайдуть широке застосування в дослідженнях у різних галузях фізики.
Основними елементами плазмового прискорювача є збуджувач (driver), плазмова хвиля та свідок (witness). Залежно від драйвера плазмове прискорення буває лазерним (LWFA — laser-driven wakefield acceleration) та частинковим (PWFA — particle-driven wakefield acceleration, також іноді абревіатуру PWFA іноді використовують для позначення більш загального терміну - plasma wakefield acceleration).

## Історія
Авторами ідеї плазмового прискорення частинок є Тошикі Таджима (Toshiki Tajima) та Джон Довсон (John M. Dawson) з університету Каліфорнії, які 1979 року опублікували в Physical Review Letters статтю «Laser Electron Accelerator». У статті показано, що інтенсивний електромагнітний імпульс може збудити плазмові коливання за допомогою нелінійної пондеромоторної сили, а електрони, захоплені збудженням, можуть бути прискорені до високих енергій (гігаелектронвольти на сантиметр).
Оригінальні схеми плазмових прискорювачів, досліджувані в 1980-х та 1990-х базувалися на довгоімпульсних лазерах. Короткоімпульсні лазери тоді ще не існували, оскільки підсилення чирпованих імпульсів ще не було продемонстровано для випромінювання оптичного спектра, лише для мікрохвильового. В експериментах використовувався механізм ударної хвилі Таджими й Довсона, де два лазерні пучки з різницею частот рівною плазмовій частоті, збуджують плазмову хвилю великої амплітуди.
Ситуація змінилася, коли Жераром Муру та Донною Стіркленд процес підсилення чирпованих імпульсів було адаптовано з мікрохвильових до лазерних променів. Стало можливим продукувати значно коротші за плазмову довжину хвилі {\displaystyle c/\omega _{p}} лазерні імпульси ({\displaystyle \omega _{p}} — частота плазмових електронів). Це призвело до разючих змін у формі збудженого поля: від «бриж» густини змішаних періодів, до одно- або двоперіодного бульбашкового поля.
У ході ранніх експериментів утворені пучки мали широкий енергетичний розподіл, однак 2004 року три незалежні групи в трьох різних країнах продемонстрували плазмове прискорення, продукуючи моноенергетичні пучки з гарним емітансом, використавши короткоімпульсні лазери. Цей результат було передбачено Пуховим (Pukhov) і Мейер-тер-Веном (Meyer-ter-Vehn) та Цунгом (Tsung) і іншими.
2007 року група Джоші (Chandrashekhar Janardan Joshi) з університету Каліфорнії продемонструвала прискорення електронів у метрових плазмових колонах за допомогою пучка заряджених частинок як драйвера. Це прискорило частинки позаду електронного пучка з 42 ГеВ до 85 ГеВ у літієвій плазмі довжиною 1 м. До прикладу, для прискорення до 42 ГеВ лінійному прискорювачу в SLAC необхідно 3 км.
Одним із випадків збудженого частинками поля є експеримент з використанням протонного пучка як драйвера — AWAKE. Протонний пучок отримується на протонному суперсинхротроні в CERN. За допомогою нього електрони, пройшовши 10 м плазми, прискорюються до гігаелектронвольт.

## Принцип роботи
Головною перевагою плазмових прискорювачів є змога досягати полів на порядки вищих, ніж в установках аналогічного призначення. Колективне електричне поле {\displaystyle E}, згенероване плазмою, визначається густиною електронів {\displaystyle E\propto n_{e}^{1/2}}, де {\displaystyle n_{e}} — густина електронів (їх також називають електронною плазмовою хвилею). Колективні електричні поля створюються за рахунок збуджувального пучка, яким може бути лазерне випромінювання або заряджені частинки.

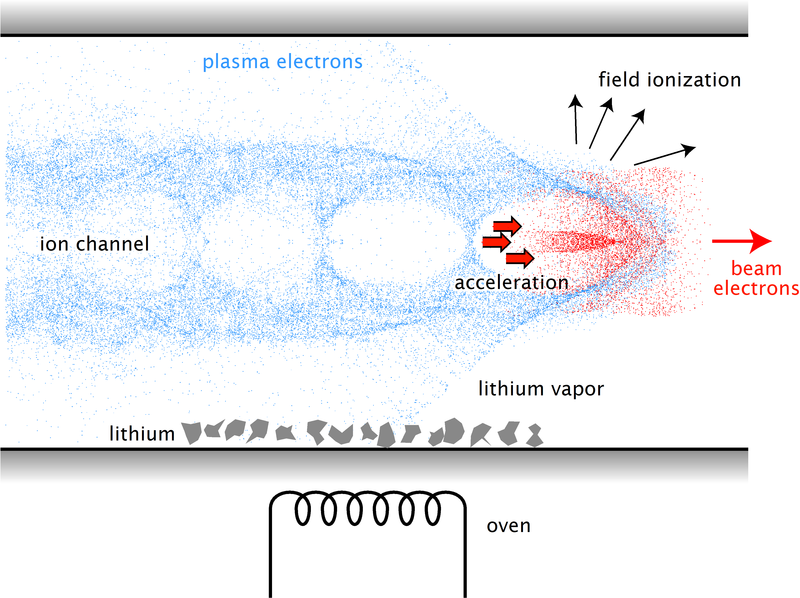
Збудження, створене електронним пучком у плазмі

Драйвер поширюється плазмою, і за рахунок, зазвичай, поперечних сил плазмові електрони зміщуються з його траєкторії. Після цього електрони притягуються до йонів, залишених позаду. Оскільки йони мають значно більшу масу (в {\displaystyle \sim 10^{4}} разів), то в першому наближенні їх можна вважати квазістатичними. Таке перехідне розподілення заряду супроводжує збуджувальний пучок всередині плазми й генерує співнапрямлену плазмову хвилю з більш-менш сферичною симетрією. Довжина утвореної бульбашки (у випадку LWFA), або видутої (blowout) структури (у випадку PWFA) визначається густиною електронів {\displaystyle n_{e}} та довжиною плазмової хвилі {\displaystyle \lambda _{p}=2\pi c[\epsilon _{0}m_{e}/(e^{2}n_{e})]^{1/2}}, яка, своєю чергою, також залежить лише від {\displaystyle n_{e}}, і де {\displaystyle c} — швидкість світла, {\displaystyle \epsilon _{0}} — діелектрична проникність вакууму, {\displaystyle m_{e}} — маса електрона, {\displaystyle e} — елементарний заряд.
В ідеальному випадку довжина пучка драйвера {\displaystyle \sigma _{z}} або довжина лазерного імпульсу {\displaystyle \tau } пасує половині плазмової довжини хвилі таким чином, що {\displaystyle c\tau \approx \lambda _{p}/2}, тому що тоді, так само як і в випадку гармонічного осцилятора, збудження найсильніше. У термінах плазмового хвильового числа {\displaystyle k_{p}=2\pi /\lambda _{p}} бажане співвідношення між {\displaystyle \sigma _{z}} та плазмовим хвильовим числом може бути виражене як {\displaystyle k_{p}\sigma _{z}<1}.

## Порівняльна характеристика PWFA та LWFA
- Електронні пучки ефективні для збудження плазмової хвилі за рахунок рівномірно напрямлених полів уже на порівняно малих значеннях власних полів пучка (від кількох {\displaystyle \mathrm {GeV} /m} до десятків {\displaystyle \mathrm {GeV} /m}).
- Лазерні пучки повинні мати значні електричні поля, типово в околі {\displaystyle \mathrm {TeV} /m}, аби збудити плазмову хвилю за допомогою пондеромоторної сили, через осцилюючу структуру поля.
- Лазерні імпульси є дуже ефективними для тунельної йонізації матерії, а отже, і для забезпечення плазмою, оскільки мають високий пік електричного поля.
- Електронні пучки не є ефективними для йонізації матерії, адже мають слабкі електричні поля (self-fields).
- Електронні пучки поширюються зі швидкістю близькою до швидкості світла навіть у плазмі, тоді як дефазінг є фундаментальною проблемою LWFA (дефазінг — явище, коли прискорюваний пучок частинок починає переганяти лазерний драйвер-пучок, і таким чином опиняється там, де нема прискорення). Тому в разі PWFA прискорення відбувається довше й із постійною фазою.
- Електронні пучки «жорсткі» і поперечно розширюються значно менше, аніж дифрагує лазерний пучок типових параметрів, тому в PWFA прискорення може відбуватися на довші відстані.
- Лазерні імпульси швидко дифрагують, якщо сфокусовані сильно, за рахунок чого утворюються локально зв'язані точки для тунелювальної йонізації та вивільнення електронів.
- LWFA допускає різноманітні механізми ін'єкції, які підтримуються низькими збуджувальними швидкостями через групову швидкість лазерного імпульсу, але за цією ж причиною схильне до небажаних самоін'єкцій і темних струмів.
- Межа ін'єкцій PWFA порівняно висока через високі швидкості систем без дефазингу, однак з іншої сторони, за цією ж причиною за допомогою PWFA можна створювати системи без темних струмів.
- LWFA може бути реалізоване в ультракомпактних масштабах (лабораторії), однак складне для відтворення й характеризується низькою стабільністю.
- Для PWFA з частинками, прискореними лінійним прискорювачем, необхідні масштабні установки, але утворені пучки більш стабільні та простіші для відтворення.
- LWFA по суті генерує пучки з дуже великими струмами, але не з дуже малими енергетичними розкидами через малі плазмові порожнини та значні градієнти полів[4].